# 10948 Odenwald
A 10948 Odenwald (ideiglenes jelöléssel 2207 P-L) a Naprendszer kisbolygóövében található aszteroida. Cornelis Johannes van Houten,  Ingrid van Houten-Groeneveld és Tom Gehrels fedezte fel 1960. szeptember 24-én.